# Sport Club Fortuna Köln 1992-1993
Questa voce raccoglie le informazioni riguardanti lo Sport Club Fortuna Köln nelle competizioni ufficiali della stagione 1992-1993.

## Stagione
Nella stagione 1992-1993 il Fortuna Colonia, allenato da Gerd Roggensack, concluse il campionato di 2. Bundesliga al 6º posto. In Coppa di Germania il Fortuna Colonia fu eliminato al secondo turno dal Meppen.

## Rosa
| N. |                     | Ruolo | Calciatore          |
| -- | ------------------- | ----- | ------------------- |
|    | Germania (bandiera) | P     | Uwe Zimmermann      |
|    | Germania (bandiera) | D     | Robert Holzer       |
|    | Germania (bandiera) | D     | Dirk Hupe           |
|    | Germania (bandiera) | D     | André Köhler        |
|    | Germania (bandiera) | D     | Willi Kronhardt     |
|    | Germania (bandiera) | D     | Matthias Mink       |
|    | Germania (bandiera) | D     | Dirk Römer          |
|    | Germania (bandiera) | D     | Hans-Jörg Schneider |
|    | Ghana (bandiera)    | C     | Charles Akonnor     |
|    | Germania (bandiera) | C     | Andreas Brandts     |
|    | Germania (bandiera) | C     | Michael Golchert    |

| N. |                     | Ruolo | Calciatore          |
| -- | ------------------- | ----- | ------------------- |
|    | Germania (bandiera) | C     | Dirk Lottner        |
|    | Germania (bandiera) | C     | Martin Luhr         |
|    | Germania (bandiera) | C     | Wilfried Neuschäfer |
|    | Germania (bandiera) | C     | Jürgen Niggemann    |
|    | Germania (bandiera) | C     | Peter Seufert       |
|    | Germania (bandiera) | A     | René Deffke         |
|    | Germania (bandiera) | A     | Roy Präger          |
|    | Germania (bandiera) | A     | Volker Röhrich      |
|    | Germania (bandiera) | A     | Marko Schröder      |
|    | Germania (bandiera) | A     | Bernhard Winkler    |

## Organigramma societario
Area tecnica
- Allenatore: Gerd Roggensack
- Allenatore in seconda:
- Preparatore dei portieri:
- Preparatori atletici:

## Calciomercato

### Sessione estiva
| Acquisti | Acquisti       | Acquisti          | Acquisti |
| R.       | Nome           | da                | Modalità |
| -------- | -------------- | ----------------- | -------- |
| A        | René Deffke    | Blau-Weiß Berlin  |          |
| D        | Robert Holzer  | Uerdingen 05      |          |
| D        | Matthias Mink  | FV Donaueschingen |          |
| A        | Roy Präger     | Stahl Brandeburgo |          |
| A        | Marko Schröder | Remscheid         |          |

| Cessioni | Cessioni   | Cessioni   | Cessioni |
| R.       | Nome       | a          | Modalità |
| -------- | ---------- | ---------- | -------- |
| C        | Axel Britz | Colonia II |          |
| C        | Jens Pfahl | Darmstadt  |          |

### Sessione invernale
| Acquisti | Acquisti         | Acquisti       | Acquisti |
| R.       | Nome             | da             | Modalità |
| -------- | ---------------- | -------------- | -------- |
| A        | Bernhard Winkler | Kaiserslautern |          |

| Cessioni | Cessioni      | Cessioni  | Cessioni |
| R.       | Nome          | a         | Modalità |
| -------- | ------------- | --------- | -------- |
| A        | Mohamed Azima | Oldenburg |          |

## Risultati

### 2. Bundesliga

#### Girone di andata
| Arbitro: | Berg |

|  |           |           |
|  | Marcatori | 75’ Stohn |

| Magonza 14 luglio 1992, ore 20:00 CEST 2ª giornata | Magonza | 0 – 0 referto | Fortuna Colonia | Stadion am Bruchweg (4 300 spett.)\| Arbitro: \| Fux \| |
| Arbitro:                                           | Fux     |               |                 |                                                         |

| Colonia 17 luglio 1992, ore 20:00 CEST 3ª giornata | Fortuna Colonia | 0 – 0 referto | Duisburg | Südstadion (8 000 spett.)\| Arbitro: \| Boos \| |
| Arbitro:                                           | Boos            |               |          |                                                 |

| Arbitro: | Mölm |

|           |           |          |
| Menke 20’ | Marcatori | 71’ Mink |

| Arbitro: | Löwer |

|             |           |  |
| Brandts 85’ | Marcatori |  |

| Arbitro: | Theobald |

|             |           |  |
| Aerdken 29’ | Marcatori |  |

| Arbitro: | Brandauer |

|                        |           |  |
| Deffke 47’ Brandts 83’ | Marcatori |  |

| Arbitro: | Fischer |

|              |           |                                     |
| Bakalorz 84’ | Marcatori | 25’, 46’, 73’ Lottner 81’ Schneider |

| Arbitro: | Wittke |

|                          |           |                 |
| Pasul'ko 21’ Lottner 35’ | Marcatori | 63’ Buchheister |

| Arbitro: | Kuhne |

|  |           |            |
|  | Marcatori | 80’ Präger |

| Arbitro: | Ziller |

|              |           |  |
| Pasul'ko 19’ | Marcatori |  |

| Arbitro: | Amerell |

|                                                         |           |  |
| Lottner 25’ Brandts 42’ Deffke 52’ Röhrich 81’ Hupe 90’ | Marcatori |  |

| Arbitro: | Frey |

|            |           |  |
| García 59’ | Marcatori |  |

| Colonia 5 settembre 1992, ore 15:30 CEST 14ª giornata | Fortuna Colonia | 0 – 0 referto | Hansa Rostock | Südstadion (3 000 spett.)\| Arbitro: \| Lange \| |
| Arbitro:                                              | Lange           |               |               |                                                  |

| Düsseldorf 18 settembre 1992, ore 20:00 CEST 15ª giornata | Fortuna Düsseldorf | 0 – 0 referto | Fortuna Colonia | Rheinstadion (3 500 spett.)\| Arbitro: \| Domurat \| |
| Arbitro:                                                  | Domurat            |               |                 |                                                      |

| Arbitro: | Wagner |

|            |           |  |
| Präger 47’ | Marcatori |  |

| Arbitro: | Kiefer |

|  |           |           |
|  | Marcatori | 78’ Azima |

| Arbitro: | Pohlmann |

|                                   |           |  |
| Lottner 25’ Deffke 71’ Präger 80’ | Marcatori |  |

| Arbitro: | Boos |

|                            |           |               |
| Rraklli 27’ Zeyer 74’, 90’ | Marcatori | 76’ Schneider |

| Arbitro: | Leimert |

|                                                  |           |                 |
| Hupe 1’, 72’ Deffke 14’ Pasul'ko 39’ Brandts 54’ | Marcatori | 62’ Frąckiewicz |

| Arbitro: | Hauer |

|          |           |  |
| Boer 64’ | Marcatori |  |

| Arbitro: | Berg |

|                                   |           |            |
| Deffke 9’ Präger 63’ Pasul'ko 75’ | Marcatori | 89’ Tilner |

| Arbitro: | Albrecht |

|               |           |                      |
| Akpoborie 13’ | Marcatori | 4’ Deffke 9’ Brandts |

#### Girone di ritorno
| Mannheim 6 dicembre 1992, ore 14:00 CET 24ª giornata | Waldhof Mannheim | 0 – 0 referto | Fortuna Colonia | Stadion am Alsenweg (4 500 spett.)\| Arbitro: \| Fleske \| |
| Arbitro:                                             | Fleske           |               |                 |                                                            |

| Arbitro: | Werthmann |

|  |           |                      |
|  | Marcatori | 47’ Wagner 63’ Klopp |

| Arbitro: | Buchhart |

|                           |           |  |
| Westerbeek 53’ Tarnat 54’ | Marcatori |  |

| Arbitro: | Stenzel |

|            |           |           |
| Präger 67’ | Marcatori | 43’ Menke |

| Arbitro: | Frey |

|                      |           |  |
| Wruck 31’ Maciel 33’ | Marcatori |  |

| Arbitro: | Habermann |

|                        |           |                                 |
| Winkler 27’ Deffke 64’ | Marcatori | 55’ (aut.) Schneider 88’ Ottens |

| Arbitro: | Zerr |

|                       |           |          |
| Gries 38’ Demandt 78’ | Marcatori | 81’ Hupe |

| Arbitro: | Müller |

|                                      |           |  |
| Deffke 10’, 57’ Lottner 48’ Mink 87’ | Marcatori |  |

| Arbitro: | Schmidt |

|                                          |           |  |
| Hupe 27’ (aut.) Mahjoubi 52’ Hoffart 90’ | Marcatori |  |

| Arbitro: | Willems |

|  |           |            |
|  | Marcatori | 71’ Edmond |

| Arbitro: | Brandt-Chollé |

|             |           |                       |
| Pröpper 27’ | Marcatori | 25’ Deffke 39’ Holzer |

| Hannover 10 aprile 1993, ore 15:30 CEST 35ª giornata | Hannover 96 | 0 – 0 referto | Fortuna Colonia | Niedersachsenstadion (6 200 spett.)\| Arbitro: \| Steinborn \| |
| Arbitro:                                             | Steinborn   |               |                 |                                                                |

| Arbitro: | Jansen |

|                        |           |  |
| Deffke 27’ Lottner 90’ | Marcatori |  |

| Arbitro: | Heynemann |

|             |           |                         |
| Fischer 15’ | Marcatori | 42’ Lottner 48’ Seufert |

| Arbitro: | Fleske |

|  |           |                       |
|  | Marcatori | 57’ Cyroń 81’ Albertz |

| Arbitro: | Haupt |

|            |           |                        |
| Balzis 58’ | Marcatori | 10’ Deffke 31’ Brandts |

| Arbitro: | Fischer |

|                        |           |              |
| Deffke 53’ Röhrich 81’ | Marcatori | 65’ Gerstner |

| Arbitro: | Berg |

|                                      |           |             |
| Schwartz 11’ Vollmer 30’ Neitzel 45’ | Marcatori | 80’ Akonnor |

| Arbitro: | Gläser |

|                        |           |                           |
| Brandts 8’ Lottner 14’ | Marcatori | 27’ Heidenreich 81’ Simon |

| Wolfsburg 22 maggio 1993, ore 15:30 CEST 43ª giornata | Wolfsburg | 0 – 0 referto | Fortuna Colonia | VfL-Stadion am Elsterweg (5 500 spett.)\| Arbitro: \| Stenzel \| |
| Arbitro:                                              | Stenzel   |               |                 |                                                                  |

| Arbitro: | Prengel |

|               |           |                |
| Schneider 65’ | Marcatori | 20’ Bittermann |

| Arbitro: | Hauer |

|                             |           |  |
| Pröpper 27’ Jakubauskas 39’ | Marcatori |  |

| Arbitro: | Wittke |

|               |           |                |
| Schneider 58’ | Marcatori | 16’, 68’ Weber |

### Coppa di Germania
| Arbitro: | Weber |

|  |           |              |
|  | Marcatori | 7’ Rauffmann |

## Statistiche

### Statistiche di squadra
| Competizione      | Punti | In casa | In casa | In casa | In casa | In casa | In casa | In trasferta | In trasferta | In trasferta | In trasferta | In trasferta | In trasferta | Totale | Totale | Totale | Totale | Totale | Totale | DR  |
| Competizione      | Punti | G       | V       | N       | P       | Gf      | Gs      | G            | V            | N            | P            | Gf           | Gs           | G      | V      | N      | P      | Gf     | Gs     | DR  |
| ----------------- | ----- | ------- | ------- | ------- | ------- | ------- | ------- | ------------ | ------------ | ------------ | ------------ | ------------ | ------------ | ------ | ------ | ------ | ------ | ------ | ------ | --- |
| 2. Bundesliga     | 50    | 23      | 12      | 6       | 5       | 38      | 18      | 23           | 7            | 6            | 10           | 18           | 26           | 46     | 19     | 12     | 15     | 56     | 44     | +12 |
| Coppa di Germania | -     | 1       | 0       | 0       | 1       | 0       | 1       | 0            | 0            | 0            | 0            | 0            | 0            | 1      | 0      | 0      | 1      | 0      | 1      | -1  |
| Totale            | 50    | 24      | 12      | 6       | 6       | 38      | 19      | 23           | 7            | 6            | 10           | 18           | 26           | 47     | 19     | 12     | 16     | 56     | 45     | +11 |

### Andamento in campionato
| Giornata  | 1  | 2  | 3  | 4  | 5  | 6  | 7  | 8 | 9 | 10 | 11 | 12 | 13 | 14 | 15 | 16 | 17 | 18 | 19 | 20 | 21 | 22 | 23 | 24 | 25 | 26 | 27 | 28 | 29 | 30 | 31 | 32 | 33 | 34 | 35 | 36 | 37 | 38 | 39 | 40 | 41 | 42 | 43 | 44 | 45 | 46 |
| --------- | -- | -- | -- | -- | -- | -- | -- | - | - | -- | -- | -- | -- | -- | -- | -- | -- | -- | -- | -- | -- | -- | -- | -- | -- | -- | -- | -- | -- | -- | -- | -- | -- | -- | -- | -- | -- | -- | -- | -- | -- | -- | -- | -- | -- | -- |
| Luogo     | C  | T  | C  | T  | C  | T  | C  | T | C | T  | C  | C  | T  | C  | T  | C  | T  | C  | T  | C  | T  | C  | T  | T  | C  | T  | C  | T  | C  | T  | C  | T  | C  | T  | T  | C  | T  | C  | T  | C  | T  | C  | T  | C  | T  | C  |
| Risultato | P  | N  | N  | N  | V  | P  | V  | V | V | V  | V  | V  | P  | N  | N  | V  | V  | V  | P  | V  | P  | V  | V  | N  | P  | P  | N  | P  | N  | P  | V  | P  | P  | V  | N  | V  | V  | P  | V  | V  | P  | N  | N  | N  | P  | P  |
| Posizione | 19 | 18 | 18 | 15 | 14 | 15 | 13 | 8 | 6 | 6  | 3  | 3  | 3  | 3  | 4  | 4  | 2  | 2  | 2  | 2  | 3  | 3  | 2  | 2  | 4  | 4  | 4  | 5  | 5  | 5  | 5  | 5  | 7  | 6  | 7  | 6  | 5  | 6  | 5  | 5  | 5  | 6  | 5  | 6  | 6  | 6  |

Legenda:

Luogo: C = Casa; T = Trasferta. Risultato: V = Vittoria; N = Pareggio; P = Sconfitta.

### Statistiche dei giocatori
| Giocatore     | 2. Bundesliga | 2. Bundesliga | 2. Bundesliga | 2. Bundesliga | Coppa di Germania | Coppa di Germania | Coppa di Germania | Coppa di Germania | Totale   | Totale | Totale      | Totale     |
| Giocatore     | Presenze      | Reti          | Ammonizioni   | Espulsioni    | Presenze          | Reti              | Ammonizioni       | Espulsioni        | Presenze | Reti   | Ammonizioni | Espulsioni |
| ------------- | ------------- | ------------- | ------------- | ------------- | ----------------- | ----------------- | ----------------- | ----------------- | -------- | ------ | ----------- | ---------- |
| C. Akonnor    | 15            | 1             | 1             | 0             | 0                 | 0                 | 0                 | 0                 | 15       | 1      | 1           | 0          |
| M. Azima      | 7             | 1             | 0             | 0             | 0                 | 0                 | 0                 | 0                 | 7        | 1      | 0           | 0          |
| A. Brandts    | 46            | 7             | 6             | 0             | 1                 | 0                 | 1                 | 0                 | 47       | 7      | 7           | 0          |
| R. Deffke     | 46            | 13            | 14            | 0             | 0                 | 0                 | 0                 | 0                 | 46       | 13     | 14          | 0          |
| M. Golchert   | 0             | 0             | 0             | 0             | 1                 | 0                 | 0                 | 0                 | 1        | 0      | 0           | 0          |
| R. Holzer     | 11            | 1             | 4             | 0             | 0                 | 0                 | 0                 | 0                 | 11       | 1      | 4           | 0          |
| D. Hupe       | 44            | 4             | 6             | 0             | 1                 | 0                 | 0                 | 0                 | 45       | 4      | 6           | 0          |
| W. Kronhardt  | 1             | 0             | 0             | 0             | 0                 | 0                 | 0                 | 0                 | 1        | 0      | 0           | 0          |
| A. Köhler     | 45            | 0             | 11            | 1             | 1                 | 0                 | 0                 | 0                 | 46       | 0      | 11          | 1          |
| D. Lottner    | 46            | 10            | 3             | 0             | 1                 | 0                 | 0                 | 0                 | 47       | 10     | 3           | 0          |
| M. Luhr       | 0             | 0             | 0             | 0             | 0                 | 0                 | 0                 | 0                 | 0        | 0      | 0           | 0          |
| M. Mink       | 30            | 2             | 4             | 0             | 1                 | 0                 | 0                 | 0                 | 31       | 2      | 4           | 0          |
| W. Neuschäfer | 2             | 0             | 0             | 0             | 0                 | 0                 | 0                 | 0                 | 2        | 0      | 0           | 0          |
| J. Niggemann  | 32            | 0             | 2             | 2             | 1                 | 0                 | 0                 | 0                 | 33       | 0      | 2           | 2          |
| V. Pasul'ko   | 24            | 4             | 2             | 1             | 1                 | 0                 | 0                 | 0                 | 25       | 4      | 2           | 1          |
| R. Präger     | 45            | 5             | 12            | 1             | 1                 | 0                 | 0                 | 0                 | 46       | 5      | 12          | 1          |
| V. Röhrich    | 17            | 2             | 0             | 0             | 1                 | 0                 | 0                 | 0                 | 18       | 2      | 0           | 0          |
| D. Römer      | 23            | 0             | 2             | 0             | 0                 | 0                 | 0                 | 0                 | 23       | 0      | 2           | 0          |
| H. Schneider  | 46            | 4             | 11            | 0             | 1                 | 0                 | 1                 | 0                 | 47       | 4      | 12          | 0          |
| M. Schröder   | 12            | 0             | 0             | 0             | 0                 | 0                 | 0                 | 0                 | 12       | 0      | 0           | 0          |
| P. Seufert    | 43            | 1             | 4             | 0             | 1                 | 0                 | 0                 | 0                 | 44       | 1      | 4           | 0          |
| B. Winkler    | 7             | 1             | 2             | 0             | 0                 | 0                 | 0                 | 0                 | 7        | 1      | 2           | 0          |
| U. Zimmermann | 46            | 0             | 3             | 0             | 1                 | 0                 | 1                 | 0                 | 47       | 0      | 4           | 0          |